# Asociación Estadounidense de Economía
La Asociación Estadounidense de Economía (American Economic Association o AEA), es una asociación académica no partidista y sin fines de lucro fundada en 1885, dedicada a la discusión y publicación de investigaciones económicas. Considerada como la organización profesional más importante y antigua en el campo de la economía.  

## Actividades
La AEA publica tres revistas académicas: American Economic Review, Journal of Economic Literature y Journal of Economic Perspectives. También publica EconLit, una base de datos de artículos sobre economía, procedentes de diversas fuentes.
La AEA realiza un encuentro anual en el que los miembros presentan sus investigaciones y donde eligen al presidente del siguiente año. También es importante para el mercado de trabajo, ya que las universidades (sobre todo estadounidenses) aprovechan el encuentro para entrevistar a los candidatos a ser contratados.
La AEA entrega anualmente la Medalla John Bates Clark y cada dos años el Premio de Investigación Elaine Bennett.

## Presidentes de la Asociación
Presidentes de la asociación desde su fundación:
| - 2020 Janet Yellen - 2019 Ben Bernanke - 2018 Olivier Blanchard - 2017 Alvin E. Roth - 2016 Robert J. Shiller - 2015 Richard Thaler - 2014 William D. Nordhaus - 2013 Claudia Goldin - 2012 Christopher A. Sims - 2011 Orley C. Ashenfelter - 2010 Robert E. Hall - 2009 Angus S. Deaton - 2008 Avinash K. Dixit - 2007 Thomas J. Sargent - 2006 George A. Akerlof - 2005 Daniel L. McFadden - 2004 Martin S. Feldstein - 2003 Peter A. Diamond - 2002 Robert E. Lucas, Jr. - 2001 Sherwin Rosen - 2000 Dale W. Jorgenson - 1999 D. Gale Johnson - 1998 Robert W. Fogel - 1997 Arnold Harberger - 1996 Anne O. Krueger - 1995 Victor R. Fuchs - 1994 Amartya K. Sen - 1993 Zvi Griliches - 1992 William S. Vickrey - 1991 Thomas C. Schelling - 1990 Gérard Debreu - 1989 Joseph A. Pechman - 1988 Robert Eisner - 1987 Gary Becker - 1986 Alice Rivlin - 1985 Charles P. Kindleberger - 1984 Charles Schultze - 1983 Arthur Lewis - 1982 Gardner Ackley - 1981 William Baumol - 1980 Moses Abramovitz - 1979 Robert M. Solow | - 1978 Tjalling C. Koopmans (Jacob Marschak died before taking office.) - 1977 Lawrence Klein - 1976 Franco Modigliani - 1975 Robert Aaron Gordon - 1974 Walter Heller - 1973 Kenneth Arrow - 1972 John Kenneth Galbraith - 1971 James Tobin - 1970 Wassily Leontief - 1969 William J. Fellner - 1968 Kenneth E. Boulding - 1967 Milton Friedman - 1966 Fritz Machlup - 1965 Joseph J. Spengler - 1964 George J. Stigler - 1963 Gottfried Haberler - 1962 Edward S. Mason - 1961 Paul A. Samuelson - 1960 Theodore W. Schultz - 1959 Arthur F. Burns - 1958 George W. Stocking - 1957 Morris A. Copeland - 1956 Edwin E. Witte - 1955 John D. Black - 1954 Simon Kuznets - 1953 Calvin B. Hoover - 1952 Harold A. Innis - 1951 John H. Williams - 1950 Frank H. Knight - 1949 Howard S. Ellis - 1948 Joseph A. Schumpeter - 1947 Paul H. Douglas - 1946 Goldenweiser, Emanuel Alexandrovich - 1945 Sharfman, Isaiah Leo - 1944 Joseph S. Davis - 1943 Albert B. Wolfe - 1942 Edwin G. Nourse - 1941 Sumner H. Slichter - 1940 Frederick C. Mills | - 1939 Jacob Viner - 1938 Alvin H. Hansen - 1937 Oliver W. Sprague - 1936 Alvin S. Johnson - 1935 John Maurice Clark - 1934 Harry A. Millis - 1933 William Z. Ripley - 1932 George E. Barnett - 1931 Ernest L. Bogart - 1930 Matthew B. Hammond - 1929 Edwin Francis Gay - 1928 Fred M. Taylor - 1927 Thomas Sewall Adams - 1926 Edwin W. Kemmerer - 1925 Allyn A. Young - 1924 Wesley C. Mitchell - 1923 Carl C. Plehn - 1922 Henry Rogers Seager - 1921 Jacob H. Hollander - 1920 Herbert J. Davenport - 1919 Henry B. Gardner - 1918 Irving Fisher - 1917 John R. Commons - 1916 Thomas N. Carver - 1915 Walter F. Willcox - 1914 John H. Gray - 1913 David Kinley - 1912 Frank A. Fetter - 1911 Henry W. Farnam - 1910 Edmund J. James - 1909 Davis R. Dewey - 1908 Simon N. Patten - 1906—07 Jeremiah Jenks - 1904—05 Frank W. Taussig - 1902—03 Edwin Robert Anderson Seligman - 1900—01 Richard T. Ely - 1898—99 Arthur Twining Hadley - 1896-97 Henry Carter Adams - 1894—95 John B. Clark - 1893 Charles Franklin Dunbar - 1886–92 Francis Amasa Walker |